# Kishō Kurokawa

Museum of Modern Art, Wakayama

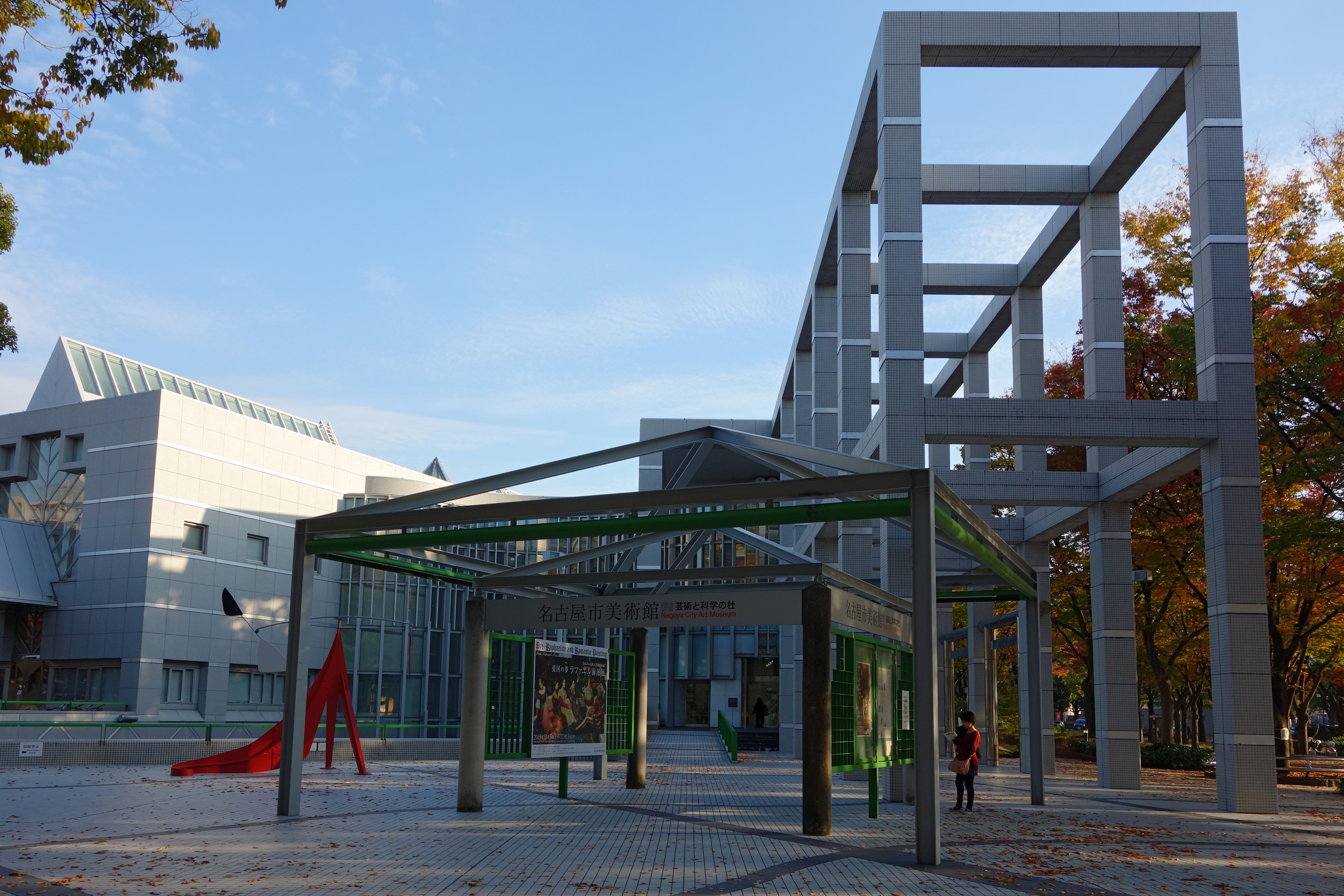
Eingang zum Nagoya City Art Museum

Kishō Kurokawa (japanisch 黒川 紀章, Kurokawa Kishō; * 8. April 1934 in Nagoya; † 12. Oktober 2007 in Tokio) war ein über die Grenzen Japans hinaus bekannter Architekt, der insbesondere als Vertreter des Metabolismus weltweit Beachtung gefunden hat.

## Leben
Nach dem Studium der Architektur in Kyōto und Tokio wurde Kisho Kurokawa im Alter von 26 Jahren mit Kiyonori Kikutake, Fumihiko Maki, Sachio Otaka und Noboin Kawazoe zum Mitbegründer der Metabolismus-Bewegung in Japan, die den Gedanken verfolgte, den Lebenszyklus von Geburt und Wachstum auf Städtebau und Architektur zu übertragen. Förderlich war hier sicherlich die Arbeit als Werkstudent mit Kenzō Tange, wo die traditionelle japanische Architektur mit westlichen Denkmustern verknüpft wurde. Im Jahre 1961 gründete er sein eigenes Büro und beschäftigte sich mit High-Tech-Bauteilen und Präfabrikation. Im Jahre 1964 wurde Kurokawa an der Universität Tokyo promoviert. Er war Professor an der International Academy of Architecture in Sofia.
Er war in zweiter Ehe mit der Schauspielerin Ayako Wakao verheiratet. Kishō Kurokawa starb am 12. Oktober 2007 im Alter von 73 Jahren an Herzversagen.

## Wirken
Nach Ansicht der Metabolisten müssen sich Gebäude und Städte flexibel den veränderten Bedürfnissen der Nutzer anpassen können. Beim Nakagin Capsule Tower in Tokio von 1970 wurden Wohnkapseln an einen Turm montiert. Megastrukturen prägten auch die Entwürfe für die Floating City in Kasumigaura und den Expo-Pavillon 1970 in Ōsaka. In seinem Buch Die Philosophie der Symbiose entwickelte Kurokawa später eine neue Theorie: Die Überwindung von Gegensätzen wie Architektur-Natur oder privat-öffentlich. Kurokawa fordert unermüdlich einen Paradigmenwechsel auf dem Weg vom Maschinenzeitalter zum Age of the life principle.
Unter den zahlreichen bekannten Projekten und Bauten sind in Japan insbesondere das Nationalmuseum für Ethnologie und das Bunraku Theater in Tokio, Kunstmuseen in Hiroshima, Wakayama und seiner Heimatstadt Nagoya in Mitteljapan zu erwähnen. In den letzten Jahren entstanden das Wissenschaftsmuseum Ehime, ein Kongresszentrum in Ōsaka und Sportstadien in Ōita und Toyota. Das nach Kurokawas Entwurf in Tokio gebaute Nationale Kunstzentrum wurde im Jahre 2005 fertiggestellt. Unter den weltweiten Aktivitäten sind besonders der Umbau der Japanischen Botschaft in Berlin, das Chinesisch-Japanische Jugendzentrum in Peking, das Central Building in Melbourne, der Pacific Tower in Paris, der Flughafen Kuala Lumpur und das Van Gogh Museum in Amsterdam zu nennen. Zuletzt arbeitete Kishō Kurokawa an den chinesischen Neustädten Zhengdong und Zhengzhou.
Im September 1998 gewann seine Firma den Wettbewerb für die Ausgestaltung der neuen kasachischen Hauptstadt Astana, obwohl der Vorschlag von der Jury an dritte Stelle gewählt worden war.

## Projekte
(sortiert nach Jahr der Fertigstellung)

### 1970s
- Takara Beautilion Themenpavillon und Toshiba IHI Pavillon für Expo ’70 (Suita, Osaka, 1970)
- Nakagin Capsule Tower (Ginza, Tokyo, 1970–1972)
- Capsule House K, Karuizawa, Japan (1974)
- Sony Tower (Osaka, 1972–1976)
- Tateshina Planetarium (Hiroshima, 1976)
- Headquarters Japanisches Rotes Kreuz (Tokyo, 1975–1977)
- Nationalmuseum für Ethnologie (Osaka, 1973–1977)
- Kempinski Hotel Zografski|Vitosha New Otani (Sofia, Bulgarien, 1974–1979)

### 1980s

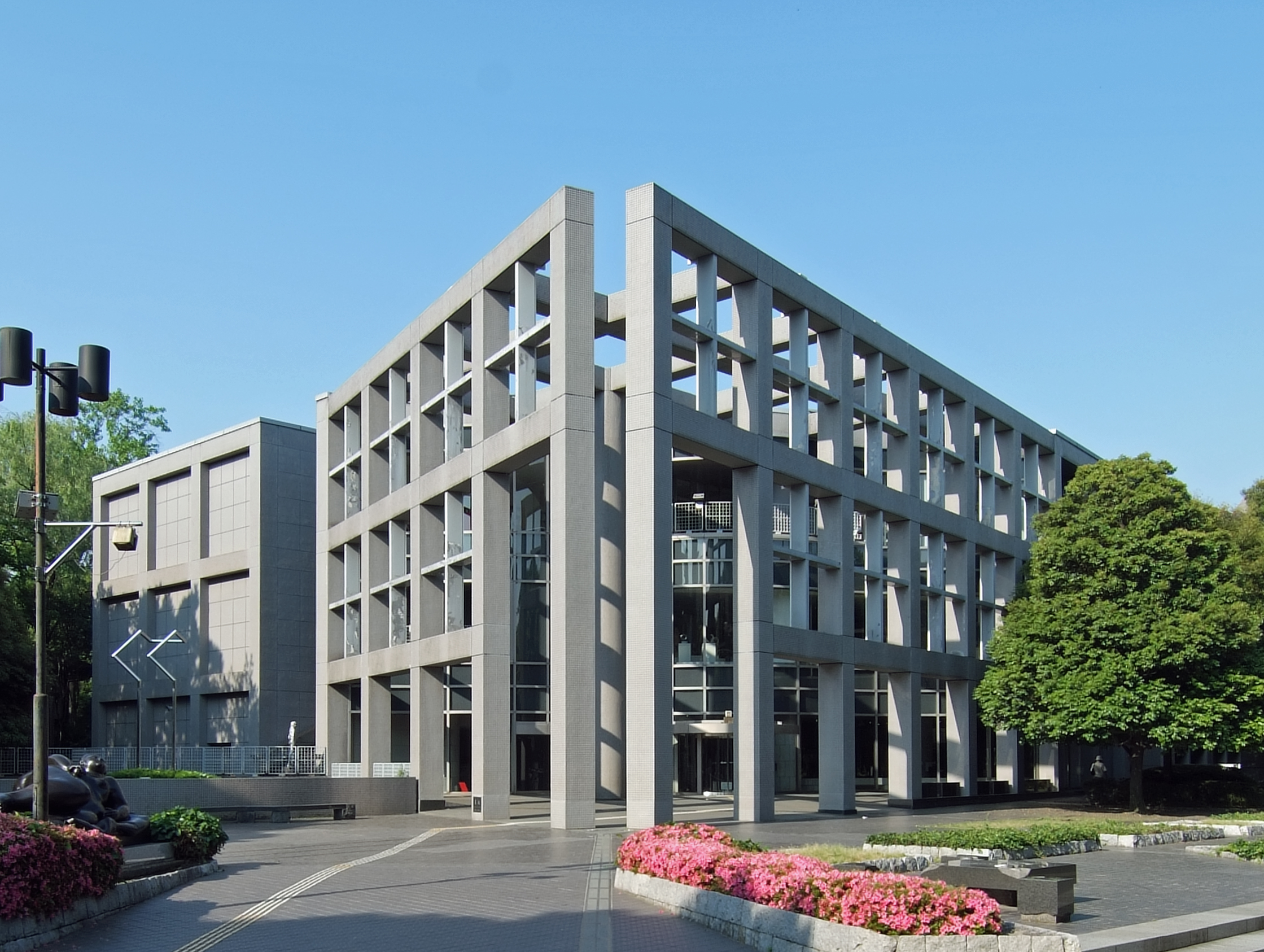
Saitama Prefectural Museum of Modern Art

- Saitama Prefectural Museum of Modern Art (Urawa, Saitama, 1978–1982)
- National Bunraku Theater (Osaka, 1979–1983)
- Wacoal Kojimachi Building (Tokyo, 1982–1984)
- Chokaso (Tokyo, 1985–1987)
- Nagoya City Art Museum (Nagoya, 1983–1987)
- Japanisch-Deutsches Zentrum Berlin (Berlin, 1985–1988)
- Central Plaza 1, Brisbane, Australien
- Osaka Prefectural Government Offices (Osaka, 1988)
- Hiroshima City Museum of Contemporary Art (Hiroshima, 1988–1989)

### 1990s
- Chinese-Japanese Youth Center (Beijing, 1987–1990)
- Okinawa Prefectural Government Headquarters (Okinawa, 1988–1990)
- The Sporting Club im Illinois Center (Chicago, 1987–1990)
- Melbourne Central (Melbourne, Australien, 1986–1991)
- Miki House New Office Building (Osaka, 1985–1991)
- Nara City Museum of Photography (Nara, 1989–1991)
- Pacific Tower (Paris, 1988–1992)
- Lane Crawford Place (Singapur, 1990–1993)
- Senkantei (Hyōgo, 1992–1993)
- Ehime Museum of Science (Ehime, 1991–1994)
- Ishibashi Junior High School (Tochigi, 1992–1994)
- Museum of Modern Art Wakayama/Wakayama Prefectural Museum (Wakayama, 1990–1994)
- Hotel Kyocera (Kagoshima, 1991–1995)
- Kibi-cho City Hall/Kibi Dome (Wakayama, 1993–1995)
- Republic Plaza (Singapur, 1986–1995)
- Fukui City Museum of Art (Fukui, 1993–1996)
- Softopia Japan (Gifu, 1990–1996)
- Fujinomiya Golf Club (Fujinomiya, Shizuoka, 1994–1997)
- Kashima-machi City Hall (Kumamoto, 1995–1997)
- Shiga Kogen Roman Art Museum (Yamanouchi, 1994–1997)
- Kuala Lumpur International Airport (Sepang, Malaysia, 1992–1998)
- Van Gogh Museum, Neuer Flügel (Amsterdam, Niederlande, 1990–1998)
- Amber Hall (Kuji, 1996–1999)
- O Residence (Tokyo, 1997–1999)

### 2000s

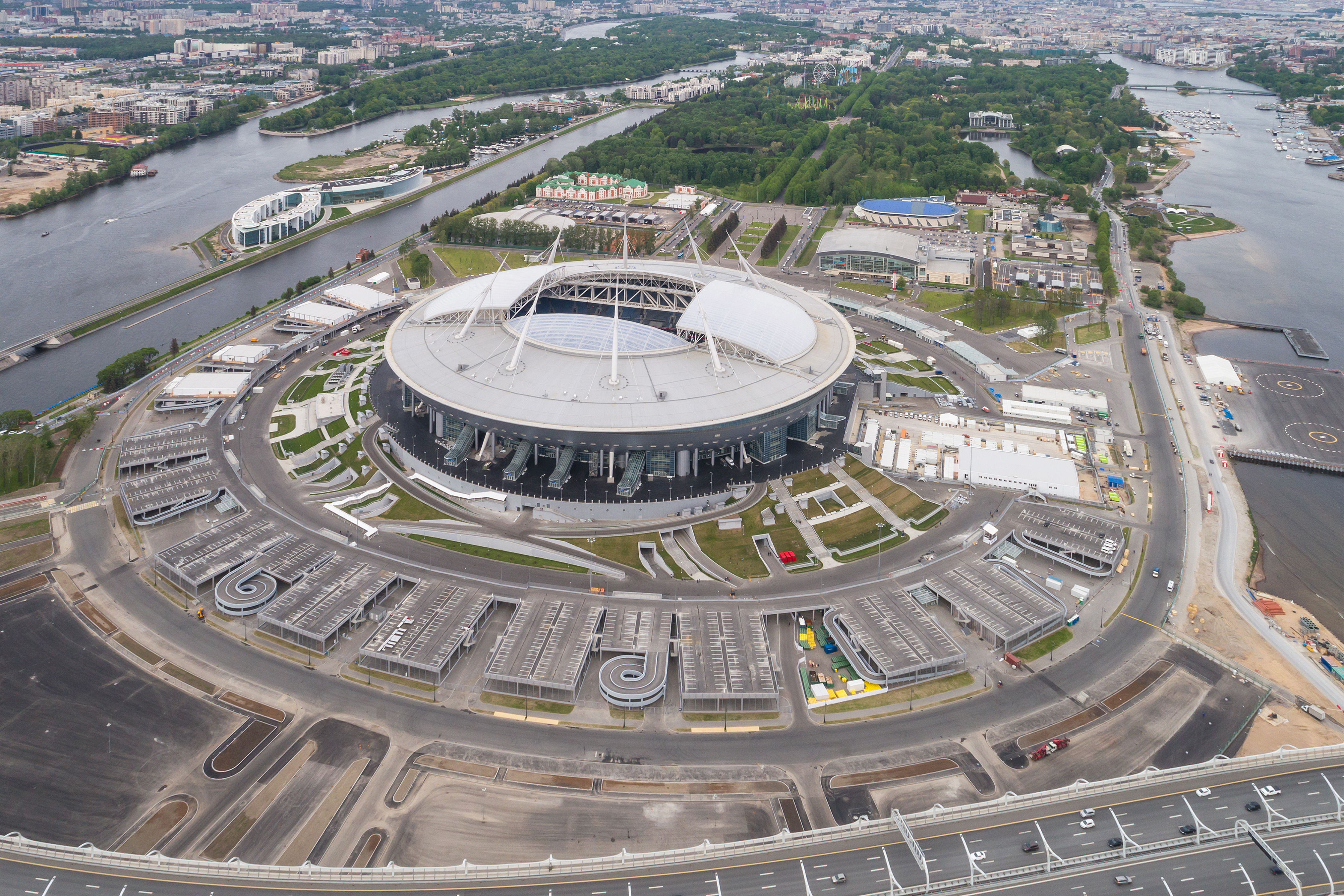
Krestovsky Stadion in St. Petersburg

- Dinosaurier-Museum der Präfektur Fukui (Katsuyama, 1996–2000)
- Osaka International Convention Center (Osaka, 1994–2000)
- Oita Stadium (Ōita, 1996–2001)
- Kuala Lumpur Sentral railway station|KL Sentral (Kuala Lumpur, 1994–2001)
- Toyota-Stadion (Toyota City, 1997–2001)
- Astana International Airport (T2 - Domestic Terminal), (Astana, Kasachstan, 2000–2003)
- Nationales Kunstzentrum Tokio (Roppongi, Tokyo, 2000–2005)
- Campus der Kyushu University (mit Ryota Matsumoto (松本良多), Fukuoka, 2003–2005)
- Singapore Flyer (Singapur, 2005–2008)
- Fusionopolis Phase 1 (Singapur, 2006 -)
- Zhengzhou International Convention and Exhibition Centre (Zhengzhou, China, 2002–2005)
- Krestovsky Stadion (St. Petersburg, 2006–2017)
- Trade Center (Jekaterinburg, 2007-)
- Maggie's Centres|Maggie's Cancer Care Centre, Singleton Hospital, Swansea (2006–2011)

## Ausstellungen
Im Sommer 2005 wurde die Ausstellung „Metabolismus und Symbiosis“ im DAM in Frankfurt am Main und im Berliner DAZ (Deutsches Architektur Zentrum) gezeigt, die einen Überblick über Kurokawas Arbeiten der letzten Jahrzehnte gab.

## Mitgliedschaften
- Präsident der Japan Art Academy
- Mitgliedschaft der The Japan Society of Landscape Design
- Mitglied des Architectural Institute of Japan
- Ehrenmitglied des American Institute of Architects AIA (1981)
- Ehrenmitglied der Union of Architects in Bulgarien (UAB) (1982)
- Ehrenmitglied (Honorary Fellow) des Royal Institute of British Architects RIBA (1986)
- Ehrenmitglied des Bund Deutscher Architekten BDA
- Ehrenmitglied der Union of Architects of the Republic of Kazakhstan, (Kazakhstan) (2000)
- Mitglied des Ordre des Architects, Frankreich (1990)

## Ehrungen und Auszeichnungen
- Mainichi-Kunstpreis (1977)
- Orden „Madara“ der Regierung von Bulgarien (1979)
- „Commandeur de l'Ordre du Lion de Finlande“ (1985)
- Ehrenprofessur der Universidad de Buenos Aires, Argentinien (1985)
- Professur an der Tsinghua-Universität, China (1986)
- Goldmedaille der Akademie der Architektur, Frankreich (1986)
- Richard-Neutra-Preis der California State Polytechnic University (1988)
- Ehrendoktorwürde der Universität Sofia (1989)
- Grand Prix with Gold Medal at The Fifth World Biennale of Architecture in Sofia (1989)
- Chevalier de l'Ordre des Arts et des Letters, Frankreich (1989)
- Preis der japanischen Akademie der Künste (wichtiger japanischer Preis für Künstler und Architekten) (1992)
- Umbenennung von „The Art Institute of Chicago“ in „Kisho Kurokawa Gallery of Architecture“ (1994)
- Ehrenprofessur der Tongji-Universität (1995)
- Ehrenprofessur der Georgischen Technische Universität (1995)
- AIA Los Angeles Pacific Rim Award des American Institute of Architects AIA (1997)
- Ehrenprofessur der Newport Asia Pacific University, Kalifornien (1998)
- Ehrenprofessur der Southeast University, China (1999)
- Ehrenprofessur der Gumilyov Eurasian National University, Kasachstan (2000)
- Professur an der Kazakh State Academy of Architecture and Civil Engineering
- Dedalo-Minosse International Prize (Grand Prix) 2003/2004 für Kuala Lumpur International Airport in Malaysia
- Kuala Lumpur International Airport: Auszeichnung als nachhaltiger Flughafen durch Green Globe 21, UN (2003)
- Walpole Medal of Excellence (2005)
- Shungdu Friendship Award China (2005)
- The Chicago Athenaeum Museum International Architecture Award (2006)
- Ernennung zum Bunka Kōrōsha, zur Person mit besonderen kulturellen Verdiensten (2006)